# Walter J. Ong
Walter Jackson Ong (30. listopadu 1912 Kansas City, Missouri — 12. srpna 2003 Saint Louis, Missouri) byl americký jesuitský kněz, profesor angloamerické literatury a vlivný kulturní a literární historik a teoretik.

## Život
Ong se narodil protestantskému otci a katolické matce, vychováván byl jako katolík; roku 1935 vstoupil do Tovaryšstva Ježíšova a v roce 1946 přijal kněžské svěcení. Mezitím studoval na Saint Louis University anglickou literaturu a klasické jazyky; jeho diplomovou práci o básníku G. M. Hopkinsovi vedl o rok starší Marshall McLuhan. Na téže univerzitě pak 30 let přednášel. V 70. letech byl načas předsedou organizace Modern Language Association of America.

## Myšlení a dílo
Hlavními oblastmi Ongova zájmu byly:
- kulturní historie renesance
- pozice a možnosti katolictví v soudobé Americe
- dějiny a teorie literatury a médií.

Nejznámější a nejvlivnější prací je Technologizace slova (The Technologizing of the Word, 1982): ukazují se v ní rozdíly mezi mluvenou a psanou řečí, resp. mezi kulturami orálními (tj. vázanými na mluvený projev, neznalými písma) a skripturálními (chirografickými – vázanými na vynález písma, a typografickými – využívajícími tisku). V současném světě primárně orální kultury téměř neexistují, v převažující skripturální kultuře se však objevují větší či menší pozůstatky původní orality, například ve vyprávění pohádek. Na základě antropologických výzkumů se snaží ukázat, jak gramotnost (znalost písma) pozměňuje strukturu lidského vědomí.
- Orality and Literacy: The Technologizing of the Word (2nd ed. New York: Routledge, 2002); přeloženo do 11 jazyků včetně češtiny (Technologizace slova, Praha: Karolinum 2006).
- An Ong Reader: Challenges for Further Inquiry. Ed. Thomas J. Farrell and Paul A. Soukup. (Cresskill, NJ: Hampton P, 2002).
- Faith and Contexts, 4 vols. Ed. Thomas J. Farrell and Paul A. Soukup. (Atlanta: Scholars P, 1992-1999).
- Rhetoric, Romance, and Technology (Ithaca: Cornell UP, 1971).
- Interfaces of the Word (Ithaca: Cornell UP, 1977).
- Ramus, Method, and the Decay of Dialogue: From the Art of Discourse to the Art of Reason (Cambridge, MA: Harvard UP, 1958).
- Ramus and Talon Inventory (Cambridge, MA: Harvard UP, 1958).
- The Barbarian Within (New York: Macmillan, 1962).
- In the Human Grain (New York: Macmillan, 1967).
- Frontiers in American Catholicism (New York: Macmillan, 1957).
- American Catholic Crossroads (New York: Macmillan, 1959).